# قرار مجلس الأمن التابع للأمم المتحدة رقم 92
قرار مجلس الأمن التابع للأمم المتحدة رقم 92، الصادر في 8 مايو 1951، أشار المجلس إلى قراراته السابقة التي تطالب بوقف إطلاق النار في الصراع العربي الإسرائيلي، ولاحظ المجلس بقلق أن القتال اندلع داخل وحول المنطقة المنزوعة السلاح التي أنشأتها اتفاقية الهدنة العامة الإسرائيلية-السورية المبرمة في 20 تموز / يوليو 1949، وهذا القتال مستمر رغم أمر وقف إطلاق النار الصادر عن رئيس أركان هيئة الأمم المتحدة لمراقبة الهدنة في فلسطين. وطالب المجلس الأطراف في المناطق المعنية بوقف القتال ودعاهم إلى الامتثال لالتزاماتهم والتزاماتهم بالقرارات والاتفاقيات السابقة.
صدر القرار بعشرة أصوات. امتنع الاتحاد السوفياتي.